# Evert Vermeer (Tweede Kamerlid)
Evert Aart Vermeer (Nijmegen, 20 november 1910 – Naarden, 30 mei 1960) was een Nederlands politicus. Namens de Partij van de Arbeid (PvdA) was hij lid van de Tweede Kamer der Staten-Generaal. Van 1955 tot aan zijn overlijden was hij voorzitter van de PvdA.

## Loopbaan
Voor de Tweede Wereldoorlog was Vermeer werkzaam als journalist. Van 1930 tot 1934 was hij correspondent voor Het Volksblad voor Gelderland. In 1934 trad hij in dienst van de Sociaal-Democratische Arbeiderspartij (SDAP). Hij had een functie bij het bureau voor Actie en Propaganda dat zich inzette voor de strijd tegen het communisme en het fascisme.
Bij de inval van de Duitsers in Nederland vocht Vermeer als soldaat bij de Grebbelinie. Nadat Nederland capituleerde, zat Vermeer bij het illegale verzet tegen de Duitse bezetting. Hij schreef brochures onder de schuilnaam E. Fuut. Ook schreef hij samen met onder meer Guus Trestorff en Wim Rengelink het verzetsblad Vrije Gedachten, dat tot doel had bij te dragen aan de partijvorming en terugkeer van de SDAP.
Na de oorlog werd Vermeer op 36-jarige leeftijd lid van de Tweede Kamer voor de net opgerichte PvdA en kwam ook in het partijbestuur terecht. Ook was hij van 2 september 1948 tot aan het eind van zijn leven lid van de gemeenteraad van zijn woonplaats Naarden. Van november 1945 tot 2 september 1948 was hij daar lid van de tijdelijke gemeenteraad. Naast zijn politieke werk was Vermeer onder andere jarenlang commentator bij de VARA en mede-oprichter en eerste voorzitter van het Humanistisch Thuisfront.

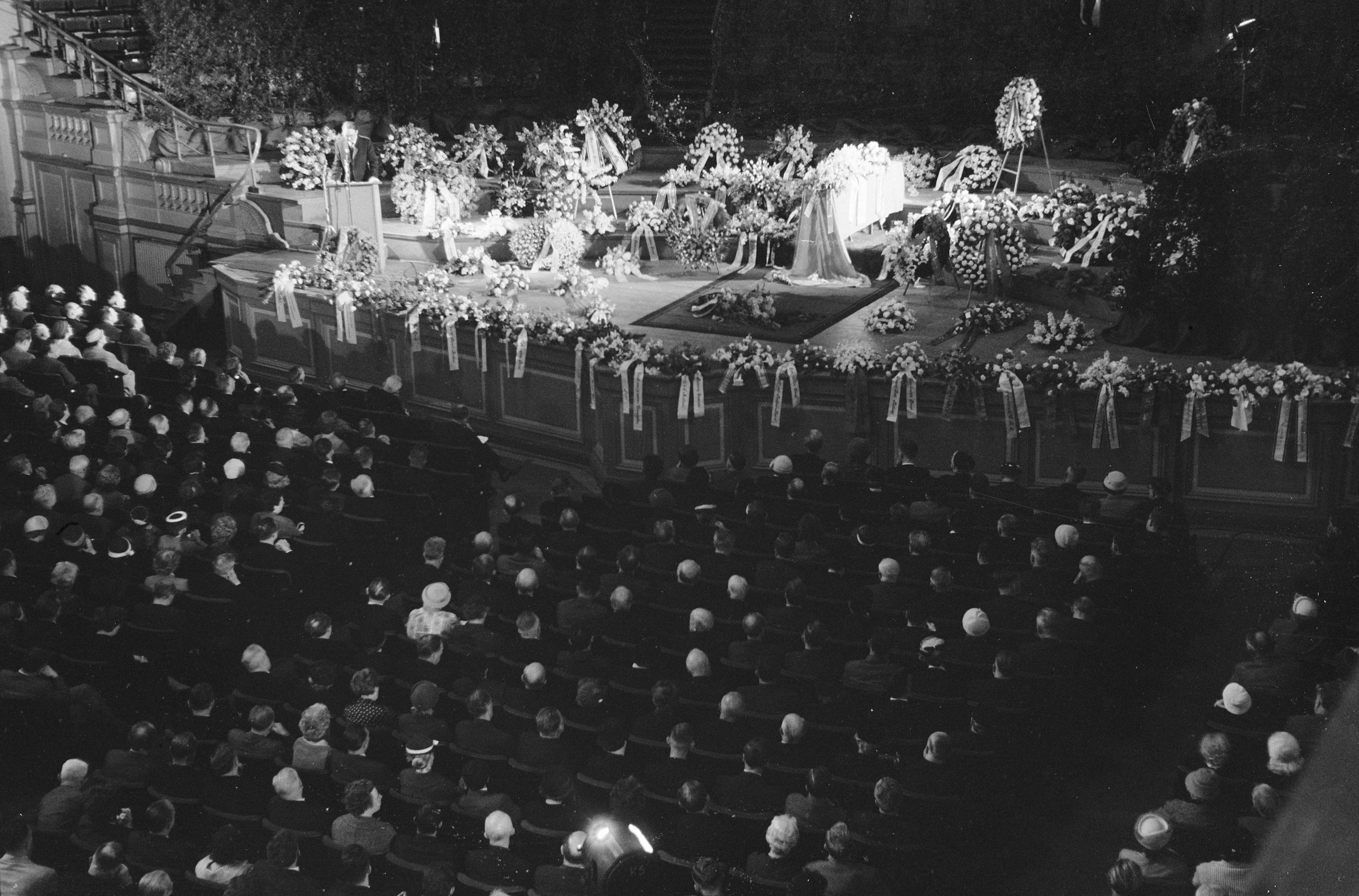
Vermeer opgebaard in het Concertgebouw

De laatste twaalf jaar van zijn leven was hij onder meer penningmeester van de PvdA-fractie in de Tweede Kamer. Vanaf 23 februari 1955 was Vermeer partijvoorzitter van de PvdA. In 1959 moest hij van maart tot 1 augustus rust houden vanwege maagproblemen. In april 1960 traden deze problemen opnieuw op en werd hij opgenomen in het Diakonessenziekenhuis in Naarden voor een operatie. Daar overleed hij ruim een maand later op 49-jarige leeftijd. Bij de herdenking in de Eerste en Tweede Kamer memoreerde voorzitter Rad Kortenhorst Vermeer als een vurig propagandist tegen het nationaalsocialisme en als een harde werker. Op 3 juni 1960 vond er een uitvaartbijeenkomst plaats in het Concertgebouw in Amsterdam en werd Vermeer gecremeerd op begraafplaats Westerveld.
Na zijn dood werd in 1967 de naar hem vernoemde Evert Vermeer Stichting (EVS) opgericht. De EVS richtte zich op internationale solidariteit en ontwikkelingssamenwerking. In juni 2013 fuseerde de EVS met de Alfred Mozer Stichting tot de Foundation Max van der Stoel.

## Privéleven
Vermeer was getrouwd en had geen kinderen. Zijn broer Anne Vermeer was van 1956 tot 1963 eveneens namens de PvdA lid van de Tweede Kamer en was daarna van 1966 tot 1987 lid van de Eerste Kamer.

## Onderscheiding
- Ridder in de Orde van de Nederlandse Leeuw (29 april 1955)

- Biografisch Portaal: 78357732
- Digitale Bibliotheek voor de Nederlandse Letteren: verm126
- International Standard Name Identifier: 0000 0003 9477 7971
- Nederlandse Thesaurus van Auteursnamen: 067650627
- Parlement.com: vg09llbxtgzs
- Virtual International Authority File: 289373254
- WorldCat: E39PBJgMDTTWQ6Ty4wFkJq9kXd